# 劉業強
劉業強，SBS，MH，JP（1965年11月21日—），人稱發仔，香港原居民，香港經濟民生聯盟成員，現任新界鄉議局主席、香港立法會議員（鄉議局）、行政會議非官守成員、屯門鄉事委員會主席、屯門區議會當然議員及第十二、十三、十四屆全國政協香港委員，亦曾任廣東惠州市政協及江西省政協委員。

## 簡介
劉業強是前新界鄉議局主席劉皇發長子，亦是劉天生的長孫子，小學就讀中華基督教會何福堂小學（1978年小六），中學就讀拔萃男書院，中五畢業後到英國入讀拉格比公學（前立法會議員郭榮鏗是其師弟），大學畢業於倫敦政治經濟學院經濟系，主修統計學。
2000年至2011年擔任屯門區議會委任區議員。
2013年，接任全國政協委員，並加入香港經濟民生聯盟。
2015年新界鄉議局換屆選舉時，劉業強在沒有競爭對手的情況下，接替父親出任新界鄉議局主席。
2016年5月30日，劉業強自動當選成為屯門鄉事委員會主席，同時成為屯門區議會當然議員，再度接替其父親的職位。
2016年香港立法會選舉，劉業強自動當選成為鄉議局功能界別議員，再度接替其父親的職位。
2017年7月1日，劉業強獲時任香港行政長官林鄭月娥委任為香港行政會議非官守成員。
2022年7月，繼續獲委任行政會議非官守議員。

## 馬主生涯
劉業強受祖父劉天生、父親劉皇發影響，喜愛賽馬，是香港賽馬會會員，自1995/1996馬季開始馬主生涯，他和太太葉愛愛的名下馬匹名括「強人」、「知己知彼」、「客家寶」、「知己百勝」、「好知己」、「驌龍」、「騂龍」、「翠龍」、「疾風勁草」、「鐵甲驌龍」。此外，他亦是百家樂團體、百勝知己賽馬團體、高超聯團體、金玉滿堂團體的核心成員，名下馬匹包括「好日子」、「精彩日子」、「精彩小子」、「精彩京城」、「精彩傳奇」、「友好日子」、「超好日子」、「超勁日子」、「勝風」、「東來神駒」、「特駒聯盟」、「龍鼓飛揚」、「龍船狀元」等。

## 家庭狀況
劉業強已婚，妻子為葉愛愛，兩人有兩女一子：劉凱瑩、劉凱汶、劉泰熙。

## 軼事
- 他與劉業強、劉業成是同年同月同日出生。